# Vézelay
Vézelay es una ciudad francesa situada en el departamento de Yonne en la región de Borgoña-Franco Condado.

## Historia
882.- El monje Badilon lleva, desde Saint-Maximim-la-Sainte-Baume a Vézelay las reliquias de María Magdalena.
Siglo XI.- Saint-Maximim-la-Sainte-Baume, pretende la posesión de la tumba de María Magdalena. Empieza el conflicto entre las dos villas.
1096.- Godofredo de Bouillón empieza la primera cruzada; se decide la construcción de la abadía.
1104.- Consagración de la abadía
1146.- Bernardo de Claraval predica la segunda cruzada, el rey Luis VII de Francia toma la cruz a la vez que varios barones.
1190.- Felipe Augusto y Ricardo Corazón de León, peregrinan a Vézelay antes de partir para la tercera cruzada.
v. 1225.- Se termina la construcción de la abadía el 9 de septiembre de 1279.- Las reliquias de María Magdalena son descubiertas, oficialmente, en Saint Maximim. Empieza el declive de Vézelay.
1840.- Restauración de la basílica por Eugène Viollet-le-Duc.

## Demografía
| 1350 | 541 | 513 | 541 | 582 | 571 | 495 | 473 |
| Para los censos de 1962 a 1999 la población legal corresponde a la población sin duplicidades (Fuente: INSEE [Consultar]) |     |     |     |     |     |     |     |

## Monumentos y lugares turísticos

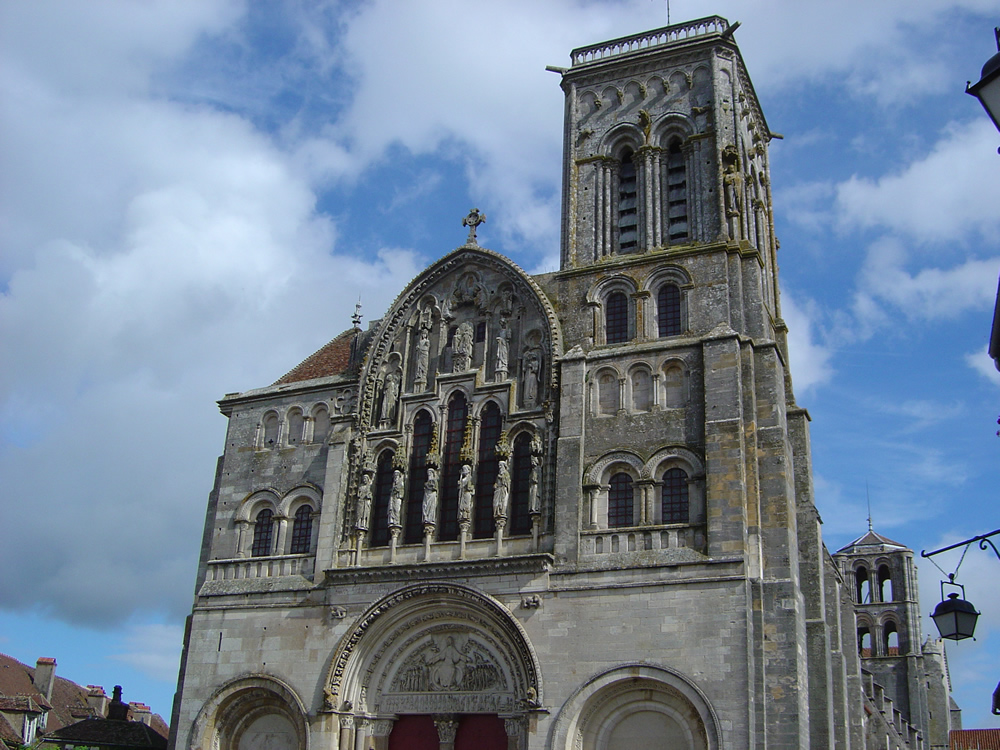
Basílica de Santa María Magdalena de Vézelay.

### Edificios y lugares públicos de interés
- La colina y la Abadía de Vézelay están clasificadas por la Unesco como Patrimonio de la Humanidad desde 1979. Comprendida en el camino de Santiago de Compostela, los peregrinos, de marzo a octubre, todavía pasan por ella.
- Museo de l’Oeuvre Viollet-le-Duc, situado al lado de la basílica.
- Casa de Romain Rolland, el museo Christian (e Ivonne) Zervos, creadores de los Cuadernos de arte.

### Edificios religiosos
Vézelay tenía antaño tres iglesias:
- La basílica de Santa María Magdalena de Vézelay, obra maestra de la arquitectura románica del siglo XII, reconstruida por Eugène Viollet-le-Duc en 1840; la basílica posee una nave románica acabada en 1140 bajo las órdenes del abad Ponce de Montboissier. Delante de la nave se encuentra el nártex (v. 1145-150), rematado por capiteles historiados. El nártex es particularmente célebre por su tímpano. Un crucero y un coro góticos (v. 1185-1190) se construyeron por orden del abad Girard d’Arcy tras el derrumbamiento del coro original. La iglesia figura en la primera lista de los monumentos históricos de 1840.
- La antigua iglesia de Saint-Étienne, situada en los números: 2,4,6 de la calle Saint-Etienne, cerca de la puerta de Barle. Esta iglesia data de principios del siglo XII. La parroquia de Saint-Etienne se suprimió, por decreto, en 1791, a partir de 1794 la iglesia se convirtió en un mercado de grano, después, en 1797 fue vendida. Pese a sufrir diversas transformaciones (se acortaron uno o dos tramos después de su construcción en el siglo XVII,  un campanario cuadrado coronado por un alto techado fue demolido tras la Revolución francesa; los contrafuertes se rebajaron dejándolos al nivel de los muros; se hicieron nuevas aberturas, etc), todavía conserva un porche abierto con bóvedas de cañón propias de la arquitectura románica.
- La antigua iglesia de San Pedro, situada en la plaza Borot, fue fundada en 1152. Su historia está poco documentada: se sabe que la bóveda se derrumbó el 26 de febrero de 1152, y que la gran campana (fundida en 1633) fue sustituida por un reloj que se colocó en la torre en 1688. En el año II del calendario republicano (1793-1794), la iglesia fue destruida, a excepción de la torre del reloj que se conservó por razones de utilidad pública. El campanario parece ser que es del siglo XVII y presenta una inscripción en la que se indica que fue restaurado en 1841. La iglesia de San Pedro no ha sido restaurada.
- La Cordelle: situada en el flanco norte de la colina (a la izquierda de la basílica), a medio camino en dirección a la villa de Asquins, está la capilla de la Santa Cruz denominada, hoy, "La Cordelle", fue construida en 1146, tras la predicación, por San Bernardo, de la segunda cruzada. Es un lugar histórico para aquellos que aman el arte, el silencio y la santidad. Los primeros franciscanos vinieron de Italia en 1217 y solicitaron permiso para construir un convento que todavía está en activo.

## Personajes célebres
- Théodore de Béze, discípulo de Juan Calvino, nació en 1519 (55 calle de Saint-Etienne)
- Romain Rolland, murió el 30 de diciembre de 1944 (18 calle de Saint-Etienne)
- Jules Roy, murió el 15 de junio de 2000
- Georges Bataille, vivió en Vézelay muchos años y fue inhumado en 1962 (3 plaza del Grand Puits)
- Désiré-Emile Inghelbrecht, compositor, director de orquesta y fundador de ORTF, tuvo una casa de campo entre 1923 y 1963 (45 calle Saint-Etienne)
- Max-Pol Fouchet
- Maurice Clavel, en los últimos años de su vida se instaló en Vézelay hasta que murió.